# Medijska pismenost
Medijska pismenost se nanaša na sposobnost, znanje in razumevanje, ki ljudem omogočajo učinkovito in varno rabo medijev. Medijsko pismene osebe lahko sprejemajo informirane odločitve, izkoristijo celoten nabor možnosti, ki jih ponujajo nove tehnologije, se zaščitijo pred nezaželenimi vplivi in škodljivimi medijskimi vsebinami ter so sposobne ozaveščeno izbirati in razumeti komunikacijske vsebine ter storitve.

## Medijska in informacijska pismenost
Medijska pismenost je tesno povezana s konceptom informacijske pismenosti, ki ga veliko bolje poznamo in je lažje in bolj natančno definiran. Informacijsko pismenost povezujemo z izobraževanjem, raziskovanjem oziroma z informacijskim procesom, vendar pa se z informacijami ne srečujemo zgolj tam. Prav zato danes vse pogosteje naletimo na povezavo obeh izrazov – govorimo o medijski in informacijski pismenosti.
Pojem izhaja iz želje po informiranju državljanov. Sonia Livingstone kritično utemeljuje, da je dvig medijske pismenosti odvisen od odnosa med množico in elito. Unescov cilj  je pomensko zbližati termina in tako združiti inštitucije in raziskovalce z različnih področij. Predlagajo spojitev v enotni termin medijska in informacijska pismenost (Information and media literacy). Načrt se zavzema, da bi imeli vsi uporabniki možnost svobode izražanja, dostopa do informacij in vrednotenja informacijskih vsebin, s čimer bi si zagotovili vključenost v proces upravljanja. Pismena javnost po kriterijih MIL poseduje zmožnost vrednotenja informacij, ki so na voljo preko množičnih medijev (tako formalne, kot neformalne), hkrati pa imajo njeni pripadniki ustrezne možnosti medsebojnega komuniciranja preko novih tehnologij.
Medijsko pismeni uporabniki imajo znanje o množičnih medijih in njihovi naravi ter ga znajo uporabljati, ko dostopajo, analizirajo in vrednotijo medijska sporočila. Ključni spretnosti sta:
- razumevanje in evalvacija medijev, informacij ter njihovega delovanja,
- razumevanje komunikacije z mediji in prek njih.

Medijska pismenost se nanaša na vse vrste medijev: televizijo, film, video, spletne strani, videoigre in virtualne skupnosti. Opredelimo jo kot sposobnost pridobivanja, razumevanja, ocenjevanja in ustvarjanja medijskih vsebin. Mediji ključno pripomorejo k temu, da državljani bolje razumemo svet in sodelujemo v demokratičnem in kulturnem življenju (medijska pismenost predstavlja pomemben del politične kulture in dejavne soudeležbe). Uporaba medijev se spreminja. Mobilnost, vsebine, ki jih ustvarjajo uporabniki, internet in vedno večja dostopnost digitalnih proizvodov radikalno spreminjajo medijski sektor.

## Merjenje in indikatorji medijske pismenosti
European Association for Viewers Interests (EAVI) in Danish Technological Institute sta aprila 2011 za Evropsko komisijo izdelala poročilo Testing and Refining Criteria to Assess Media Literacy Levels in Europe – Final Report. V njem so navedeni in testirani indikatorji ravni medijske pismenosti. Indikatorji medijske pismenosti na bi:
- bili sposobni zaznati spremembe medijske pismenosti tako v formalnem izobraževalnem sistemu kot tudi v neformalnih učnih okoljih,
- presegli jezikovne, ekonomske, socialne, etnične, verske in kulturne razlike in bili primerljivi med posameznimi regijami in državami,
- zagotovili merjenje vseh skupin prebivalstva – vključno z emigranti in osebami s posebnimi potrebami.

Millwood Hargrave je na osnovi EAVI študije povzel dve skupini indikatorjev. Prvi so kompetence (tehnične sposobnosti, kritično razumevanje in sposobnosti komuniciranja), drugi pa dejavniki okolja (dosegljivost tehnologije, izobraževanja o medijih in iniciative s strani regulatorjev, industrije ter civilne družbe). Nekateri opozarjajo, da je medijsko pismenost nemogoče meriti kot celoto. Predlagajo merjenje medijske pismenosti po posameznih segmentih in zaradi velike vloge medijev tako v osebnem življenju ljudi kot v demokratičnih procesih celotne družbe pozivajo k intenzivnejšemu raziskovanju področja.
Livingstone predlaga naslednje tri nadaljnje usmeritve raziskovanja:
- dostopnost in kompetence (raziskave naj se posvečajo (1) neenakosti in uporabnikom, ki dostopa do določenih medijev nimajo, (2) naprednim oblikam in uporabi sodobnih medijev ter (3) sposobnostim ljudi, da obvladujejo svoje osebne informacije v multimedijskem okolju,
- razumevanje (obvladovanje in kritičnost); poudarek naj bo na raziskavah na področju sposobnosti kritičnega vrednotenja informacij v sodobnih medijih – zlasti na področju novic, politike in oglaševanja,
- interakcija in ustvarjanje (trenutna pomanjkljivost raziskav zlasti na področju ustvarjanja medijskih vsebin in njihovega vpliva na družbo ter nekreativnost posameznikov).